# Carmagnole
A Carmagnole a francia forradalom idejéből, 1792-ből származó dal és tánc, mely Carmagnola piemonti város bevétele után keletkezett. Magyarországon az 1930-as években kezdett terjedni a munkásmozgalomban.

## Kotta és dallam
| A gaz bitangnak terve ez, a gaz bitangnak terve ez! Hogy megfojt minket s tönkretesz, hogy megfojt minket s tönkretesz. Ám baj ma nincs, csak volt, ágyú válaszolt. Bum, bum, az ágyú szólt! Jer ide hát, jer ide hát! Táncolva ünnepeljük szabadítónk ágyúját! | Mi az, amit mindenki kér, mi az, amit mindenki kér? Csak vas kell, ólom és kenyér, csak vas kell, ólom és kenyér. Vasból ekét csinálsz, ólommal bosszút állsz. Éhesnek jut kenyér, Jer ide hát… |

## Felvételek
- Párizs lángjai: La Carmagnole. Budapest Philharmonic Orchestra, MRT Énekkara, vezényel Pál Tamás  YouTube (1969. július 26.)  (Hozzáférés: 2017. április 13.) (audió)
- Carmagnole. Vasas Kórus, Vasas Zenekar, vezenyel András Béla  YouTube (1957. augusztus 21.)  (Hozzáférés: 2017. április 13.) (audió)
- La Carmagnole - Chant de la Révolution Française. YouTube (1965)  (Hozzáférés: 2017. április 13.) (audió, francia szöveg)
- La Carmagnole (chanson révolutionnaire). YouTube (2008. június 9.)  (Hozzáférés: 2017. április 13.) (audió)
- La carmagnole. YouTube (2008. október 29.)  (Hozzáférés: 2017. április 13.) (audió, képsorozat)
- La Carmagnole. YouTube (2014. október 12.)  (Hozzáférés: 2017. április 13.) (videó)